# الأبنوسة البيضاء (رواية)
الأبنوسة البيضاء مجموعة قصصية للكاتب السوري حنا مينه، صدرت عام 1976.

## عن الرواية
عبارة عن مجموعه قصصية، نشرت في صحف ومجلات سورية ولبنانية، يرجع تاريخها إلي ما بعد عام 1969، ماعدا قصتين «النار» 1949، «وجمرة السنديان» 1956، وقد قام بجمعهم في كتاب.
تتكون المجموعة من عشرة قصص:
- الأبنوسه البيضاء: دعوة إلى التمرد على الروتين وارتباطات الحياة والعيش بانطلاق وتهور.
- الكتابة على الأكياس: يصور حنا الظروف الصعبة التي ميزت طفولته، وكيف جعل منه سوء التغذية صبياً نحيلاً غير قادر على القيام بعمل جسدي شاق، وحين أحس بضرورة مساعدة عائلته المعدمة مادياً، ذهب إلى الميناء، حيث اكتشف عدم قدرته على رفع الأكياس، فشعر بالأسى. وحين برزت حاجة لكتابة بيانات بسيطة على الأكياس اختاره «المعلم» لأنه يتقن الكتابة. ويذكر في القصة أنه حين التقى «بمعلمه» في دمشق بعد مرور سنين طويلة، وكان بصحبته صديق يعرف كليهما، قال ذلك الصديق للمعلم: إن حنا كاتب معروف اليوم، قال ذلك الرجل البسيط: نعم، أعرف ذلك. لقد بدأ الكتابة عندي، على الأكياس!.[3]
- مأساة ديمترو: حوار نفسي لشاب وقع في الحب ويحاول أن يتخلص من هذا الحب وابتسامة حبيبته، مأساة ديمتور (رواية)، قام فيما بعد بكتابتها كرواية مستقلة.
- بطاقة توصية: صاحب الحاجة عبد، قصة عاطل عن العمل وكيف يتعرض إلى الذل على أبواب الوزراء من اجل الحصول على عمل.
- رساله من أمي: فتاة صغيرة تجلس عند جدتها لتكتب رسالة إلى خالها، وبعد الضرب والإهانات من جدتها وبشكل مضحك ترجو من خالها ألا يظهر في الجرائد والتلفزيون وألا يكتب رسائل إلى أمه لأن كل ذلك يقع على عاتقها أثناء الرد.
- علبة تبغ: صحفي هارب من انقلاب في بلده، ويقوم بإخفاء شخصيته عن المجتمع من حوله، ويصف كيف تعامل الذين حوله مع شخصيته المجهولة.
- كاتب: قصة كاتب يقاد إلى قصر العدل لمواجهة القاضي بتهمة بسيطة، يستعرض الأوضاع بالمحاكم وأنواع القضايا والمعاملة والحجز لحين النداء على القضية.
- النار: عندما تصر على المطالبة بأبسط حقوقك فقط لتحسين أجواء العمل الذي تعمل به رغم حقارته ويحاول أحدهم أن يمنع عنك حقك من اأجل التوفير لرب عمله.
- هذا ما بقي منه: عندما تكون غريبا وتنتظر موت عزيز، لا أخ ولا أخت ولا أب بجانبك، عندما تصادف من يتحدث لغتك ويشارك ألمك وغربتك، تجد من تشكو له همك وألمك.
- جمرة السنديان: السنديان لا تنطفئ تبقى مشتعلة حتى تذوي نهائيا، وهكذا هم الرجال الأحرار مهما بلغ عمرهم يبقون كجمرة السنديان.[4]